# Виноградов, Константин Александрович
Константин Александрович Виноградов (1902 или 19 января [1 февраля] 1902, Ревель — 1989 или 21 декабря 1989, Одесса) — советский морской биолог и ихтиолог, доктор биологических наук (1947), профессор (1951). Директор Карадагской биологической станции (1937—1952). Директор Одесского отделения Института биологии южных морей АН УССР.

## Биография
Родился 1 февраля 1902 года в Ревеле (ныне Таллинн) в семье химика, учился в гимназиях сначала в Ревеле, а с 1915 года — в Гельсингфорсе (ныне Хельсинки). В 1918 году шестнадцатилетним юношей вступил в ряды РККА, в составе которой в 1919—1921 годах в частях под командованием И. Э. Якира принимал участие в Гражданской войне на Южном и Юго-Западном фронтах, за что был награжден именным оружием.
Поступил в Харьковский институт народного образования. Первоначальное знакомство с пресноводной флорой и фауной получил в 1925 году на биологической станции на реке Северный Донец. С морской флорой и фауной познакомился на биологических станциях на Черном море, в 1926 году в Батуми-Цихисздзири, в 1927 году на Карадаг, и Баренцевом море в 1928 году в Мурманске. морях; Его научные интересы в области биологии формировались под влиянием идей С. А. Зернова, Н. М. Книповича и, особенно, К. М. Дерюгина, приобретая в основном эколого-фаунистическое направление. В 1928 году окончил институт. Его учителями были — зоологи А. М. Никольский и Г. Ф. Арнольд, гидробиологи В. Л. Паули и Н. Н. Фадеев, альголог Л. А. Шкорбатов, геолог Д. Н. Соболев.
В 1929—1932 годах К. А. Виноградов обучался в аспирантуре сектора экологии Харьковского филиала НИИ зоологии и биологии Украинской академии наук под руководством профессора В. В. Станчинского. Работая на Карадагской биологической станции Московского общества испытателей природы, ученый исследовал многощетинковых червей, щетинкочелюстных и ихтиофауну Черного моря.
В 1932 году К. А. Виноградов перешел на работу старшим научным сотрудником морского отдела Государственного гидрологического института (ГГИ) Гидрометслужбы СССР и принял участие в Тихоокеанской экспедиции ГГИ и Тихоокеанского института рыбного хозяйства и океанографии, возглавляемой К. М. Дерюгиным и П. Ю. Шмидтом. Сначала на рыболовном судне «Гагара» он изучал донную фауну Охотского моря, а затем стал заведующим Камчатской морской станцией ГГИ в Петропавловске-Камчатском, на которой в 1932—1936 годах под его руководством выполнялся широкий комплекс гидробиологических, ихтиологических и гидрологических исследований прикамчатских вод Тихого океана. Многие работы были проведены совместно с Камчатским отделением ТИРХ на моторно-парусной шхуне «Сосунов». В 1936 году в связи с реорганизацией системы Гидрометеорологической службы Камчатская морская станция была закрыта.
В 1937 году К. А. Виноградов вернулся на Украину, и вся его научная деятельность в дальнейшем была связана с Академией наук УССР. Он возглавил Карадагскую биологическую станцию, где организовал работу по развитию как морских, так и сухопутных исследований в уникальной зоне степной части Восточного Крыма, вулканического массива Карадаг и прилегающих акваторий открытой части Черного моря.
23 января 1938 года был арестован по обвинению в 58-11 УК РСФСР как член шпионско-диверсионной организации «Автономная Камчатка», осуждён 13 мая 1940 года, оправдан.
В начале Великой Отечественной войны К. А. Виноградов эвакуировал сотрудников станции в Уфу, где возглавил группу зообентоса Института зоологии и биологии АН УССР и в 1942—1943 годах исследовал водоемы бассейнов рек Камы, Белой и Уфы в Башкирской ССР с целью нахождения дополнительных продовольственных ресурсов. Одновременно он работал над кандидатской диссертацией «Полихеты Карадага (Черное море). Эколого-фаунистический очерк», которую защитил в 1942 году.
Вернувшись в Крым в 1944 году, К. А. Виноградов руководил восстановлением Карадагской биологической станции, сильно пострадавшей в период войны. Под его руководством вновь получили развитие начатые в довоенный период исследования по экологии отдельных видов фауны, по изучению размножения и плодовитости морских беспозвоночных и рыб. Расширялись работы по биохимии морских организмов. В 1949 году под редакцией К. А. Виноградова было возобновлено издание сборника «Трудов Карадагской биологической станции».
В 1947 году К. А. Виноградов защитил в Зоологическом институте АН СССР докторскую диссертацию на тему «Фауна прикамчатских вод Тихого океана», явившуюся первой сводкой по морской фауне и флоре этого региона. В 1951 году ему было присвоено ученое звание профессора по специальности «Гидробиология и ихтиология». В 1952 году Институт гидробиологии АН УССР поручил К. А. Виноградову организацию Одесской биологической станции. В исследованиях, проводившихся сотрудниками станции под его руководством, развивались представления о целостности Черноморско-Азовского бассейна как структурной единицы Мирового океана. Работы осуществлялись преимущественно в районах моря, прилегающих к дельте Дуная, Днестровскому и Днепровско-Бугскому лиманам, в самих лиманах, мелководных заливах и в приазовском районе Черного моря. В 1962 году К. А. Виноградов осуществил комплексную экспедицию на научно-исследовательском судне «Миклухо-Маклай», работая в Черном, Азовском и Каспийском морях, в том числе в районах, прилегающих к устьям Волги, Терека и Куры, а также у восточных берегов Каспия.
В 1963 году Одесская биостанция была реорганизована в Одесское отделение Института биологии южных морей АН УССР, а К. А. Виноградов стал ее руководителем. Одновременно он заведовал организованным им отделом экологической биогеографии, а в 1970—1972 годах был также заместителем директора по научной работе Института биологии южных морей имени А. О. Ковалевского. В 1972 году К. А. Виноградов провел комплексную экспедицию в Средиземное море для получения сравнительных данных в рамках программы изучения контактных зон моря, в том числе и по начатым им в Черном море в 1967—1969 годах исследованиям в области континентального склона и подводных каньонов.

## Семья
- жена — Виноградова (Аблямитова), Зоре Аблякимовна (17 [30] ноября 1916 — 18 мая 1989) — советский морской биолог, доктор биологических наук (1958)[5].
- сын — Виноградов Александр Константинович (род. 1942) — морской биолог, доктор биологических наук (1987), сотрудник Института морской биологии НАН Украины[6][7].

## Память
Именем К. А. Виноградова назван описанный Е. Ф. Гурьяновой один из видов разноногих ракообразных Photis vinogradovi, обитающий в прибрежных водах Берингова моря у берегов Камчатки.